# 주자카르타 홍콩 경제무역대표부
주자카르타 홍콩 경제무역대표부(중국어: 香港駐雅加達經濟貿易辦事處, 영어: Hong Kong Economic and Trade Office (Jakarta), 준말: HKETO (Jakarta))는 중화인민공화국 홍콩 특별행정구 정부가 인도네시아 자카르타에 설치한 홍콩 경제무역대표부이다.

## 역사
2010년대에 들어서면서 경제 성장에 힘입은 동남아시아 국가 연합(ASEAN, 아세안)이 일본, 미국을 제치고 홍콩에서 2번째로 큰 무역 상대로 떠올랐으며 주싱가포르 홍콩 경제무역대표부의 업무도 점차 늘어났다. 이에 홍콩 특별행정구 정부는 중국의 일대일로 계획을 통한 신흥 시장 개발 정책에 대응하기 위하여 아세안 본부가 위치한 인도네시아 자카르타에 경제무역대표부를 설치하기로 결정했다. 홍콩 특별행정구 정부는 주싱가포르 대표부에 새로운 대표부 설립을 책임질 워킹 그룹을 결성하고 주싱가포르 대표부에서 관할하던 일부 업무를 주자카르타 대표부에 이관할 계획이라고 밝혔다.
2016년 6월 13일을 기해 주자카르타 홍콩 경제무역대표부가 정식 운영을 시작했다. 홍콩 특별행정구 정부는 동남아시아 국가들과의 유대를 강화하고 남아시아 국가들에서 잠재적인 비즈니스 기회를 발굴하기 위해 2019년 2월에 태국 방콕에 주방콕 홍콩 경제무역대표부를 설립했고 주자카르타 대표부에서 관할하던 일부 업무를 주방콕 대표부에 이관했다.

## 기능
주자카르타 홍콩 경제무역대표부는 인도네시아에서 홍콩 특별행정구 정부를 대표하는 기구이며 홍콩과 인도네시아, 말레이시아, 브루나이, 필리핀 4개국 간의 관계를 관할한다. 대표부는 동남아시아 국가 연합에 관한 홍콩의 정책을 조정, 감독한다.
주자카르타 홍콩 경제무역대표부는 홍콩과 지역 간의 양자 경제 및 무역 관계를 촉진하기 위해 동남아시아 국가 연합, 인도네시아, 말레이시아, 브루나이, 필리핀 4개국의 모든 수준에서 정부 기관 및 기타 기관과의 유대를 강화하는 역할을 한다. 대표부는 이와 동시에 사회 문화적 측면에서 홍콩과 관할 국가 간의 양자 업무를 처리하고 매년 홍콩에 대한 홍보 활동을 적극적으로 조직하고 참여한다.
주자카르타 홍콩 경제무역대표부의 기관장은 홍콩에서 기피 대상으로 여기는 관직인데 이는 홍콩의 문화와 너무나 다른 인도네시아의 이슬람교 문화, 인도네시아 현지에서 비교적 활발한 테러리즘 활동 때문이다.

## 역대 대표
1. 도우팡와이이 (중국어: 杜彭慧儀, 임기: 2016년 9월 13일 ~ 2018년 11월 2일)
2. 로긴와이 (중국어: 羅建偉, 임기: 2018년 12월 3일 ~ 2022년 9월)

## 같이 보기
- 홍콩 경제무역대표부